# Sparagovići
Sparagovići falu Horvátországban, Dubrovnik-Neretva megyében. Közigazgatásilag Stonhoz tartozik.

## Fekvése
Dubrovnik városától légvonalban 45, közúton 65 km-re, községközpontjától légvonalban 7, közúton 11 km-re északnyugatra, a Pelješac-félsziget középső-délkeleti részén fekszik.

## Története
A határában található ókori vármaradványok és halomsírok tanúsága szerint Spagarovići területén már ősidők óta élnek emberek. Az itt élt első ismert nép az illírek voltak, akik magaslatokon épített erődített településeken éltek és kövekből rakott halomsírokba temetkeztek. Illír erődített település maradványai találhatók a Crkvena glava nevű magaslaton a falu  határában is. Halomsírjaik közül több mint két tucat található a határában. Az illírek i. e. 30-ig uralták a térséget, amikor Octavianus hadai végső győzelmet arattak felettük. A Római Birodalom bukása után Dalmácia a gótok, majd a Bizánci Birodalom uralma alá került.
A horvátok ősei a 7. században érkeztek erre a vidékre. A 9. században már létezett a stoni püspökség, melynek egyházi fennhatósága alá ez a terület tartozott. Ekkoriban a Pelješac-félsziget Zahumlje területének részeként a tengerparti Horvát Fejedelemség része volt. A 12. században a Zahumlje térségének zavaros történeti időszakában a félsziget a raškai uralkodók uralma alá került. Több birtokos után a 14. század-ban a Pelješac-félsziget a Raguzai Köztársaság része lett, mely 1333-ban vásárolta meg Kotromanić István bosnyák bántól. Ezután egészen a  18. század végéig a Raguzai Köztársasághoz tartozott.
1806-ban a térség a Raguzai Köztársaságot legyőző franciák uralma alá került, de Napóleon bukása után 1815-ben a berlini kongresszus a Habsburgoknak ítélte. 1857-ben 289, 1910-ben 288 lakosa volt. 1918-ban az új szerb-horvát-szlovén állam, majd később Jugoszlávia része lett. A II. világháború után lakosságának száma a kivándorlás miatt fokozatosan csökkent. 1991-től a független Horvátországhoz tartozik. 2011-ben a 114 lakosa volt. A lakosság régebben főleg halászattal és mezőgazdasággal foglalkozott, ma már főként a turizmusból él.

## Népesség
| Lakosság változása | Lakosság változása | Lakosság változása | Lakosság változása | Lakosság változása | Lakosság változása | Lakosság változása | Lakosság változása | Lakosság változása | Lakosság változása | Lakosság változása | Lakosság változása | Lakosság változása | Lakosság változása | Lakosság változása | Lakosság változása |
| ------------------ | ------------------ | ------------------ | ------------------ | ------------------ | ------------------ | ------------------ | ------------------ | ------------------ | ------------------ | ------------------ | ------------------ | ------------------ | ------------------ | ------------------ | ------------------ |
| 1857               | 1869               | 1880               | 1890               | 1900               | 1910               | 1921               | 1931               | 1948               | 1953               | 1961               | 1971               | 1981               | 1991               | 2001               | 2011               |
| 289                | 270                | 289                | 267                | 326                | 288                | 267                | 253                | 248                | 243                | 217                | 222                | 178                | 160                | 105                | 114                |

## Nevezetességei
- Keresztelő Szent János tiszteletére szentelt plébániatemploma 1400 körük épült. 1566-ban átépítették. 1927-ben egy földrengés súlyosan megrongálta, mely után helyreállították, majd 1936-ban bővítették.

- A Szent Miklós templom a 15. században épült, de első említése csak 1754-ben történt.  Egyhajós épület apszis nélkül, előcsarnokkal.

- A Szent György-templom[4] falu keleti részén található. Egyhajós, délkelet-északnyugati tájolású épület, kívül négyszögletes apszissal, belül pedig három félköríves fülkére tagolódik. A dongaboltozatos belső tér, pilaszterekkel és boltövekkel három boltmezőre van tagolva. A főhomlokzat fölött masszív falazott harangdúc emelkedik. A templom koraromán stílusjegyeket mutat, története pedig a 12. századig nyúlik vissza. A régészeti ásatások során a templom körül egy középkori temetőt, valamint egy ősi épületegyüttes maradványait tárták fel, amely fölé a templomot építették. Valószínűleg ez volt a település első plébániatemploma.

## Gazdaság
A lakosság fő bevételi forrása a turizmus mellett a halászat és a mezőgazdaság.